# Maleck
Maleck es un barrio de Emmendingen en Baden-Wurtemberg, Alemania.
Maleck fue mencionado por vez primera en un documento escrito del año 1341. En la actualidad tiene unos 427 habitantes. Fue incorporado a Emmendingen en 1971.
Hace unos 50 millones de años  en la periferia suroeste de Maleck, a la prominencia de Maleck (nombre local: Malecker Buck), existió un volcán que se llama chimenea volcánica de Maleck. El suelo es de particular interés para los geólogos.

## Zeismatte
Hintere Zeismatte y Vordere Zeismatte (posterior y anterior) son caseríos del barrio y están ubicados al este del núcleo de Maleck. Ya en el año 1311 Zaismatte fue mencionado en un documento escrito.